# 4QJer b en 4QJer d
4QJer b en 4Q Jer d zijn twee van de zes boekrollen van Jeremia die gevonden zijn bij de Dode Zee-rollen.

## Jeremia  in de Dode Zee-rollen
Een van de zes boekrollen is gevonden in grot 2, en vijf in grot 4. Hoewel alle 50 hoofdstukken in deze rollen vertegenwoordigd  waren, zijn de fragmenten zo zwaar beschadigd, dat van 21 van de hoofdstukken niets terug te vinden is. Deze handschriften dateren van 200 voor Christus tot 50 na Christus.

## Andere tekst
4QJer b is een fragment met de tekst van Jeremia 9:22 – 10:21; 4QJer d bevat Jeremia 43: 2-10.
4Q Jer b en 4 Q Jer d zijn waarschijnlijk  getuigen van een ander teksttype dan de Masoretische tekst. Dit teksttype kennen we ook van de Griekse vertaling van  het Oude Testament, de Septuagint.
4QJer b en 4 Q Jer d  hebben niet alleen tekstvarianten (met name eigennamen) gemeen met de Septuagint, ook is de tekst van Jeremia in de Septuagint 13% korter dan die van de Masoretische tekst, en de beide Dode Zeerollen zijn waarschijnlijk  eveneens zo kort geweest. 
Van Jeremia 10 ontbreken bijvoorbeeld in zowel 4QJer b  als in de Septuagint vers 6-8 en vers 10.
Van Jeremia 43 ontbreken, net als in de Septuagint in 4QJer d achter een paar eigennamen de verduidelijking, bijvoorbeeld: bij Jochanan staat in de Masoretische tekst de zoon van Kareach; deze ontbreekt in de Septuagint en in 4QJer d ; evenzo de toevoeging de commandant van de lijfwacht bij Nebuzaradan, enzovoorts.

## Tekstkritiek
De aanwezigheid van een kortere tekst is van belang voor de tekstkritiek van de Bijbel, die de originele tekst probeert te reconstrueren. We hebben van Jeremia  namelijk een korte versie, vertegenwoordigd door de Septuagint, 4QJer b en 4QJer d; en een langere tekst, vertegenwoordigd door de Masoretische tekst, 4QJer a, 4QJer c en 2QJer.
In de regel gaat men er in de tekstkritiek van de Bijbel van uit dat de kortere tekst de originele is, maar dat is in dit geval minder duidelijk.